# Луиз Карлос Бомбонато Голарт
Луиз Карлос Бомбонато Голарт (14. новембар 1975) бивши је бразилски фудбалер.

## Каријера
Током каријере играо је за Палмеирас, Коринтијанс Паулиста, Херта Берлин, Фламенго и многе друге клубове.

## Репрезентација
За репрезентацију Бразила дебитовао је 2000. године. Са репрезентацијом Бразила наступао је на Светском првенству 2002. године. За национални тим укупно је одиграо 11 утакмица и постигао 3 гола.

## Статистика
| Бразил | Бразил | Бразил |
| Год.   | Ута.   | Гол.   |
| ------ | ------ | ------ |
| 2000   | 1      | 0      |
| 2001   | 3      | 2      |
| 2002   | 7      | 1      |
| Укупно | 11     | 3      |